# Maine Coon
Maine Coon je pasma domačih mačk z izstopajočim videzom. Je ena najstarejših naravnih pasem v Severni Ameriki, avtohtona v državi Maine, kjer je tudi uradna državna mačka.
Maine Coon je bila priljubljena pasma mačk že na mačjih razstavah v poznem 19. stoletju, vendar je postala ogrožena, ko so postale moderne in vse bolj pogoste dolgodlake pasme mačk v začetku 20. stoletja. Maine Coon je vseeno doživela svoj veliki povratek in je sedaj druga najbolj priljubljena pasma v Severni Ameriki, po podatkih ameriškega Društva ljubiteljev mačk (Cat Fanciers' Association).
Pasma Maine Coon je znana po svoji močni kostni strukturi, nekoliko pravokotni obliki telesa, in dolgi, valoviti dlaki. Pasmo je mogoče videti v različnih barvah, te mačke pa so tudi znane po svoji bistri naravi in nežnem karakterju. Pri pasmi so opazili nekatere zdravstvene težave, kot so mačja hipertrofična kardiomiopatija in displazija kolkov, katere lahko danes že omilimo s preventivo; s presejalnimi metodami, vključno z ultrazvokom, genskim testiranjem za težave s srcem ter rentgenskim odkrivanjem anomalij. Je tudi največja domača mačka. Je v ZDA ena najbolj priljubljenih vrst domačih mačk. V ostalih državah je malo predstavnikov te vrste, predvsem v domovih. Tudi veliko drugih ljudi različnih narodnosti si jih želijo, a jih ne morajo dobiti zaradi ogroženosti in premožnosti, saj so zelo drage.